# Скрит транзит в НРБ
Скрит транзит е нелегалната контрабанда, извършвана от правителството на Народна република България чрез Държавна сигурност и свързани с нея предприятия. Скритият транзит включва износ и реекспорт на стоки, поставени под специален международен контрол: оръжие и боеприпаси, злато, валута, битова електроника, цигари, напитки, медикаменти под контрола на Световната здравна организация.
През 60-те години скритият транзит се извършва основно чрез предприятието „Тексим“, след 1967 година – чрез „Кинтекс“, а от 1985 година – чрез „Икомев“, като всички те изграждат за тази цел мрежи от офшорни фирми. В края на 70-те години годишните обороти от тази дейност са около 100 милиона долара с 12 до 17 милиона долара печалба, като обемът на скрития транзит се запазва в този порядък до края на комунистическия режим.